# Erquy
Erquy (bretonisch: Erge-ar-Mor, Gallo: Erqi) ist eine Gemeinde mit 3929 Einwohnern (Stand: 1. Januar 2022) im Département Côtes-d’Armor in der Region Bretagne im Nordwesten von Frankreich. Die Bewohner werden Réginéens und Réginéennes genannt.

## Geschichte
Der Dolmen von Ville Hamon zeugt von neolithischer Besiedlung.

## Bevölkerung
| Jahr      | 1962  | 1968  | 1975  | 1982  | 1990  | 1999  | 2008  | 2012  | 2020  |
| --------- | ----- | ----- | ----- | ----- | ----- | ----- | ----- | ----- | ----- |
| Einwohner | 2.974 | 2.998 | 3.347 | 3.426 | 3.568 | 3.760 | 3.783 | 3.791 | 3.916 |

## Baudenkmäler
- Dolmen von Ville Hamon, seit 1980 als Monument historique eingeschrieben
- Schloss Bienassis aus dem 15. Jahrhundert, Gelände erstreckt sich auch auf die benachbarten Gemeinden Pléneuf-Val-André und Saint-Alban, seit 2013 in Teilen als Monument historique klassifiziert
- Pfarrkirche Saint-Pierre-et-Saint-Paul mit einem romanischen Langhaus, das aus dem 11. Jahrhundert stammen könnte
- Kapelle Saint-Michel auf der Îlot Saint-Michel, 1881 erbaut
- Kapelle Notre-Dame-des-Marins, 1872 erbaut
- Viadukt von Caroual, 1913 errichtet, seit 2014 als Monument historique eingeschrieben
- Schloss Noirmont aus dem 19. Jahrhundert im klassizistischen Stil erbaut

## Trivia
Bei der Gestaltung des Schauplatzes für den Asterix-Comic, insbesondere für das Dorf, in dem die Protagonisten leben, hatte Albert Uderzo diesen Ort nicht im Sinn. Als ihm jedoch einer der Einwohner gewisse Ähnlichkeiten mit dem eingekreisten Dorf anzeigte, wie die drei kleinen Felsen, die mit einer Lupe unterschieden werden können und die auch bei der Pointe des Trois Pierres vor Kap Erquy sichtbar sind, stimmte der Autor zu, dass es einen wahrscheinlichen Einfluss gab: Er hatte dieses Gebiet tatsächlich besucht, als er während des Zweiten Weltkriegs seinen Bruder suchte, als in Paris Nahrungsmittelknappheit herrschte. Die Existenz einer Plattform namens Caesars Lager verstärkt diese Hypothese, aber wir wissen nicht, ob die Autoren zum Zeitpunkt der Erstellung des Comics davon wussten. Zwischen der Bronzezeit und der römischen Besetzung gab es in der Bucht von Erquy ein gallisches Dorf namens Reginea (lateinisch). Darüber hinaus wurde ein großer Bau einer Thalassotherapie-Stelle wie in Le Domaine des dieux (deutscher Titel: Die Trabantenstadt) durchgeführt.

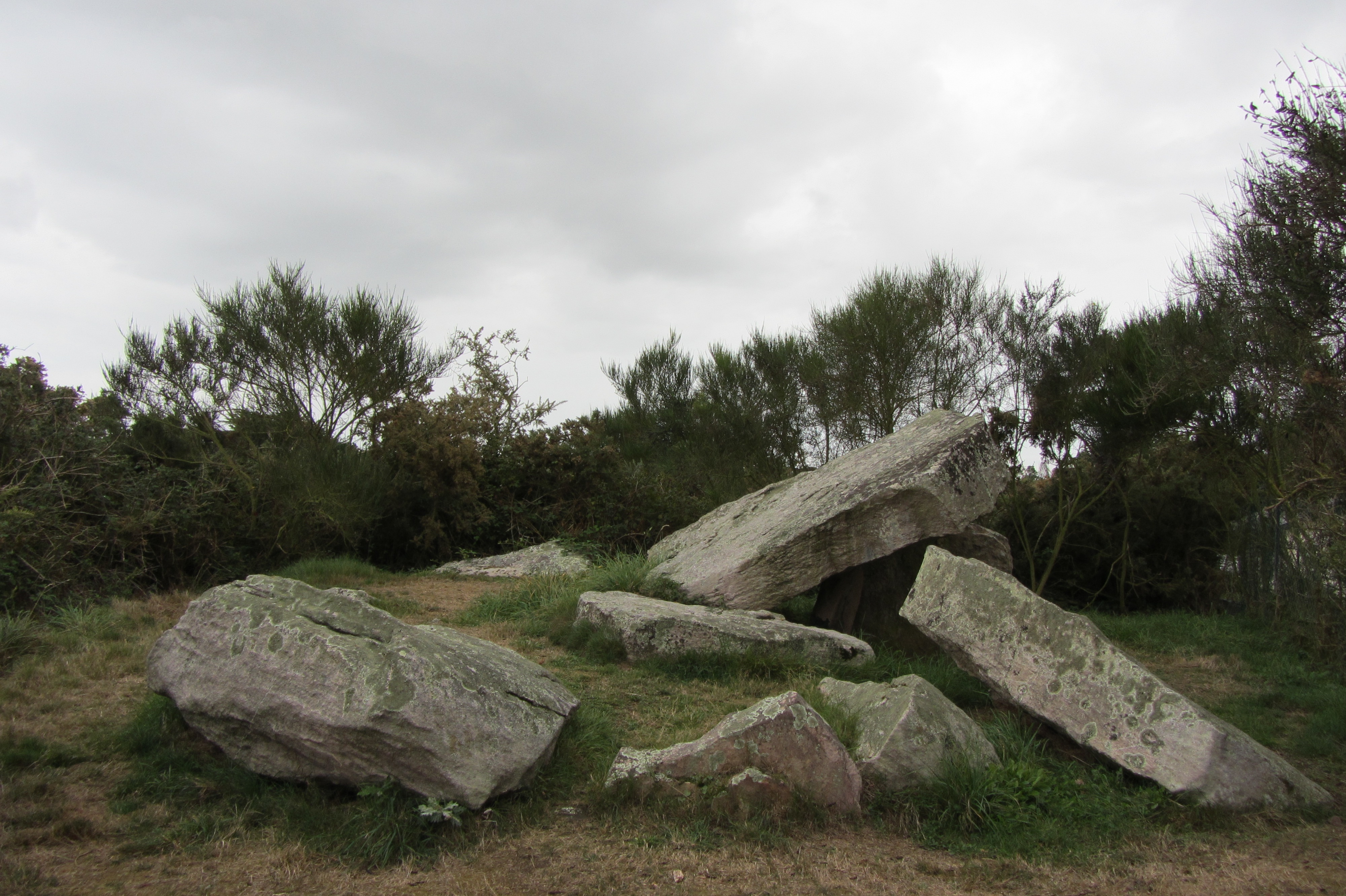
Dolmen de la Ville Hamon
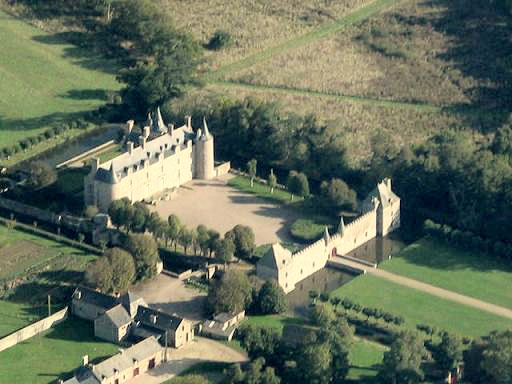
Schloss Bienassis
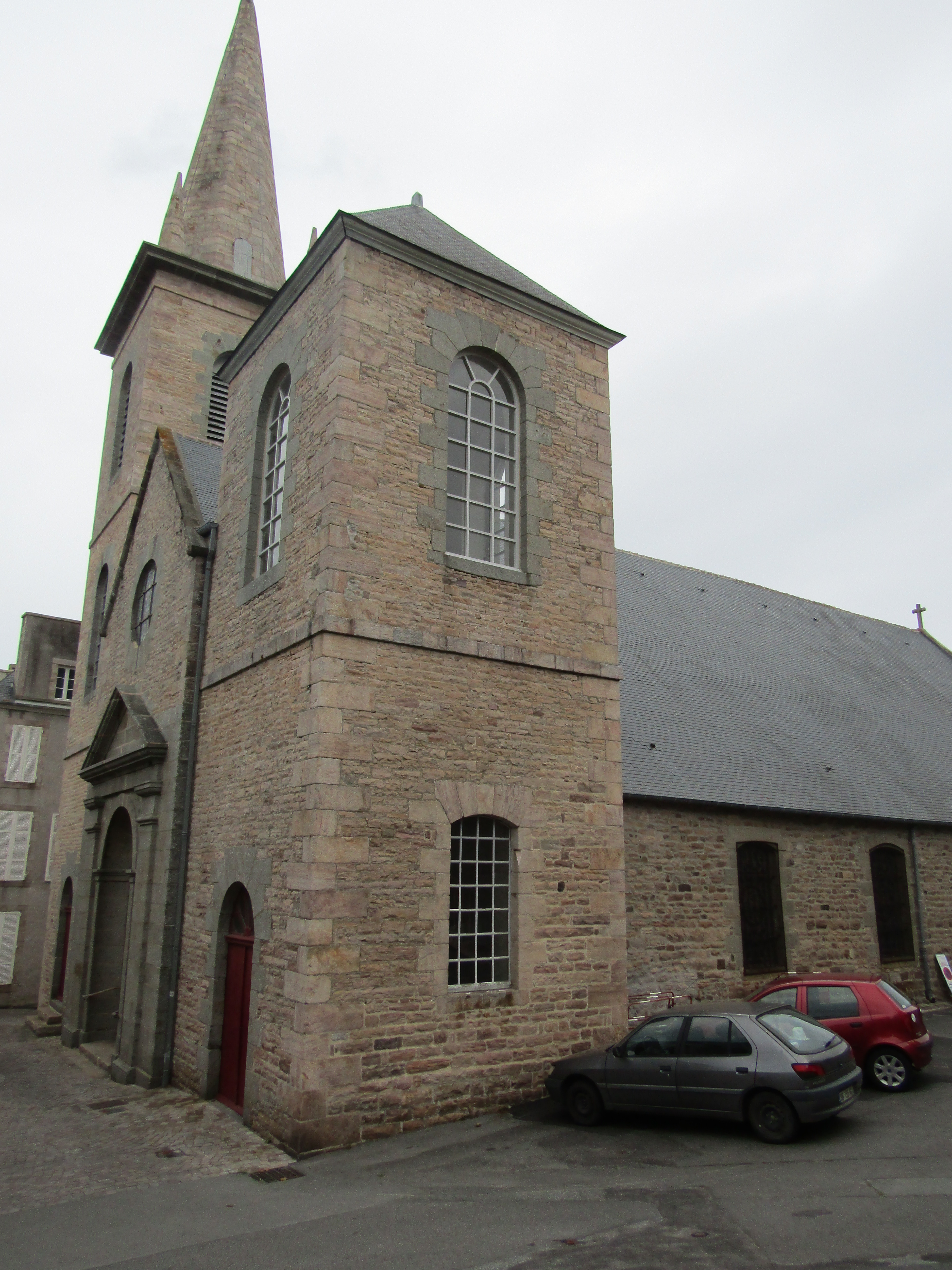
Pfarrkirche Saint-Pierre-et-Saint-Paul
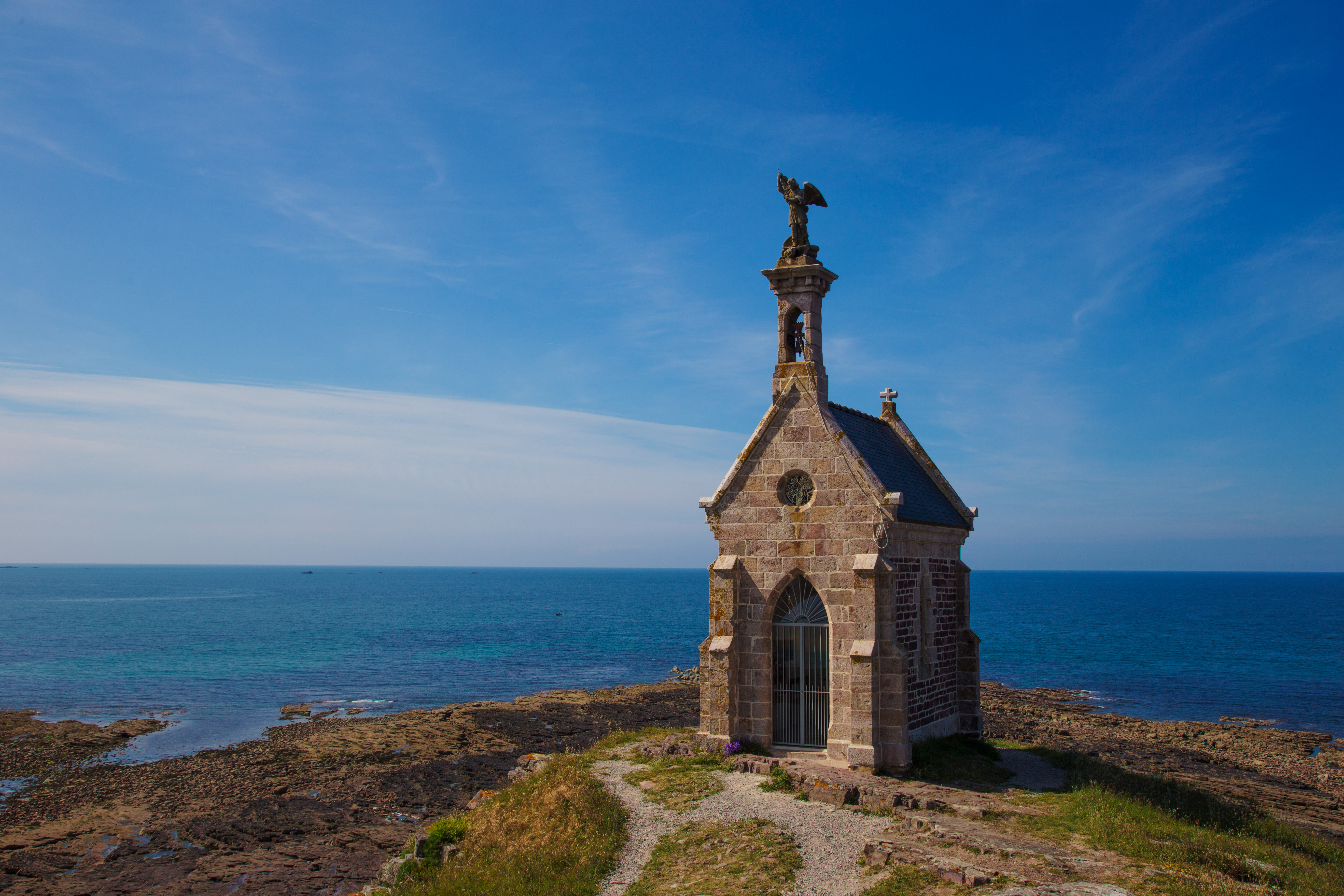
Kapelle Saint-Michel
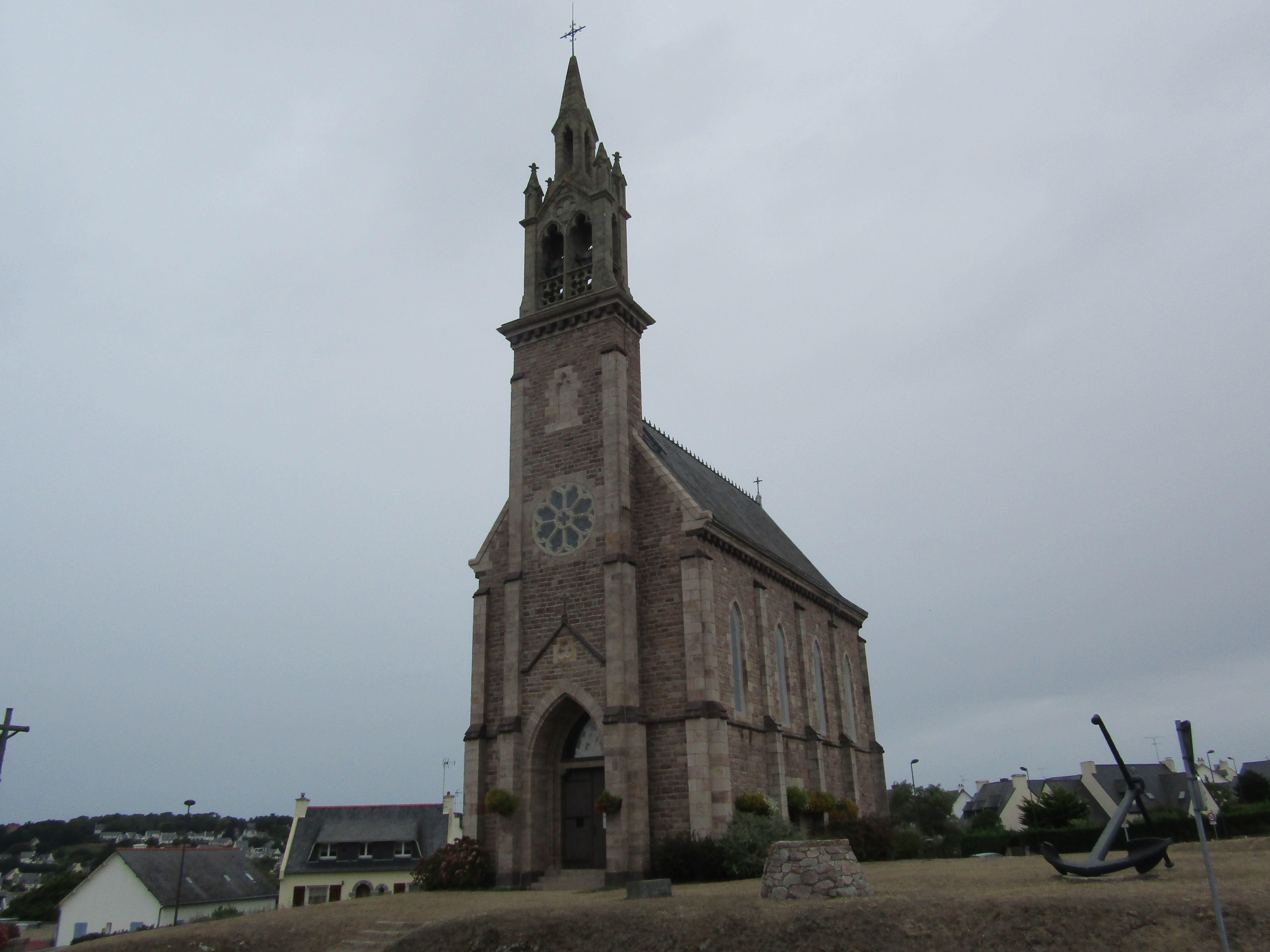
Kapelle Notre-Dame-des-Marins
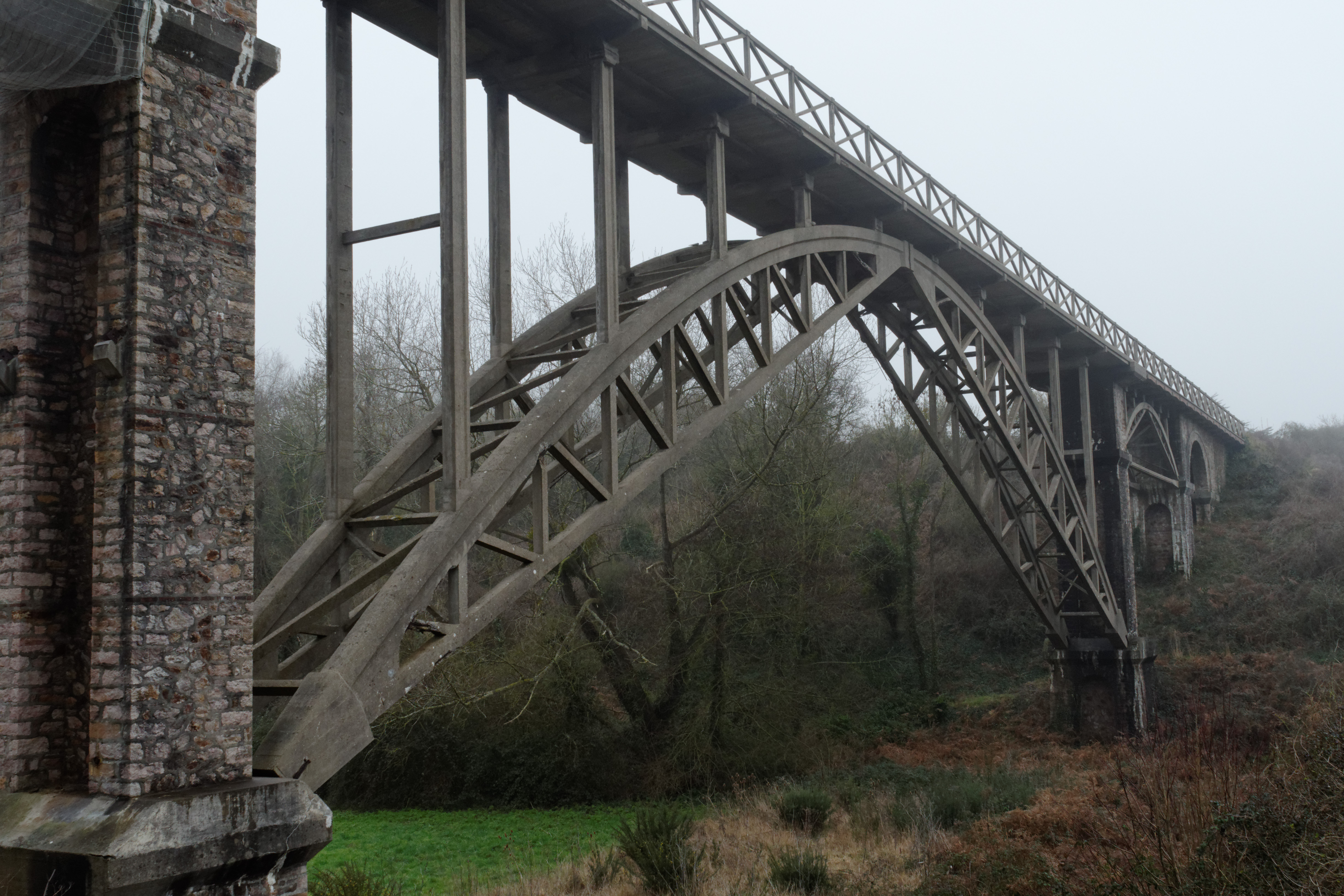
Viadukt von Caroual

## Persönlichkeiten
- Georges Talbourdet (1951–2011), Radrennfahrer
- Die Künstlerinnen Simone Fattal (* 1942) und Etel Adnan (1925–2021) lebten in Erquy